# 肯尼·麦考密克
肯尼·麥考密克（英語：Kenny McCormick，台譯阿尼，中國大陸譯肯尼，港譯碌葛）是美國動畫影集《南方公园》中的四名主角之一。由马特·斯通配音，由于总是戴着套头帽，说出来的话也因此而含糊不清，只有上述三位主角才能听懂，在棒球隊中擔任中外野手。在很多场合下均會因某種原因死亡，通常是暴毙。但在下一集會像什么也没有发生过一样復活，而且同伴们會完全忘記了他的死亡。在2001年12月5日於美國播出的那集中被設定為永遠死不復生，但在當季的結尾（2002年12月11日）又再次歸隊。这一角色最早创作于1992年的动画短片《耶稣与雪人》中，并于1997年8月13日在《卡特曼的肛门探针》中首次作为《南方公园》人物登场。
肯尼初登場是1992和1995年的短片The Spirit of Christmas。阿尼是南方四賤客中的核心四人之一，出生和成長都在南方公園，不過阿尼最著名的就是幾乎在前5季時的每一集都會以不同的方式死去，但是下一集卻又奇蹟似的復活，每一次阿尼驟死之後，好朋友斯坦和凯尔·布罗夫洛夫斯基都會接說（粉腸「我的天啊，阿尼被掛掉了！」茂利「你們這些混蛋！」）。不過阿尼在第五季時被正式賜死後，就不再復活，但是在第六季的尾端，又再重新復活，不過在後幾季中，阿尼死亡的次數就沒這麼频繁了。幫阿尼配音的人員是马特·斯通（中文配音：王華怡），而在南方公園電影版中，幫阿尼配音的則是麥克·賈基。

## 角色
生日是3月22日。重量56磅（25.4公斤），酒量很好，甚至還能喝汽油。
阿尼在南方公園中最著名的一點就是他的家庭最有問題。父親斯圖爾特（Stuart）是個酒鬼，因為沒有工作使得一家人相當的貧苦，要靠著社會救濟金過日子，阿尼也因此常常被卡特曼所取笑。阿尼還有兩個兄弟姐妹：哥哥Kevin和妹妹Karen。
因為家庭貧苦，阿尼一家晚餐也是只吃著冷凍餅，早餐配吐司三明治，也因為如此，阿尼的父母總是常常吵架，家裡也是與其他三位主角相比顯得骯髒許多。
在第17季第9集中說著流利的日文（由阿ㄆㄧㄚˇ的配音人員特雷·帕克配音）。在浣熊俠聯盟裡，他在聯盟裡面扮演的是神祕俠。
阿尼完整樣貌可以參見在1999年，也就是南方公園開播不到2年後上映的電影《南方公園劇場版：更大、更長、一刀不剪》末段，可以看到阿尼脫下帽子的樣子為金髮、玉米鬚頭，十分帥氣的樣子。眼睛似乎是藍色。

## 性格
阿尼最著名的就是他在前五季的每集結尾都會以各種千奇百怪的方式死去，以及那全罩式的穿著打扮，所以阿尼講話時都聽不清楚他在說什麼，只知道他說話內容通常都是色情、髒話、等兒童不宜的辭彙，且思想多半也非常色情，常為了追求快感作一些蠢事。喜歡看色情書刊。
在19季第3集，阿尼用自己在雞野家當童工的錢買了一個玩具給他的妹妹Karen，可見他相當疼愛妹妹。

## 死亡
阿尼最有名的莫過於他的重生事蹟，阿尼在南方四賤客前五季，幾乎集集都會以不同方式死去，但是下一集當中卻又若無其事的重生，這讓他的朋友們似乎習以為常，而當阿尼每次死去時，好朋友凱子、屎蛋總會接話，屎蛋會說：
|  | Oh my God, they killed Kenny! |

凱子會說：
|  | You bastards! |

阿尼在該作裡被殺死了115次（截至第24季），其中在正片中死亡101次，在早期短片中死亡2次，在短片和遊戲中各死了6次，在大電影中死亡2次。阿尼幾乎每集都會死去，但是死去的方式令作者頭痛，於是在第五季第十三集時，作者決定將阿尼賜死後不再復活，而四賤客從此少一人，不過阿尼卻又在第六季最後一集的結尾重回四賤客的行列，至此之後，阿尼就較少死去了。
直到第十四季第十三集揭露了阿尼的死後復活是一種詛咒，因為他的父母在年輕時曾經加入一個克蘇魯的邪教，導致每次當阿尼死掉時就會從他媽媽的肚子重生，同時也將所有人對於阿尼死亡的相關記憶抹去，除了阿尼自己知道之外。